# St. Pankratius (Berghausen)
Die römisch-katholische Kirche St. Pankratius des Römerberger Ortsteils Berghausen befindet sich an der örtlichen Berghäuser Straße im Rhein-Pfalz-Kreis (Rheinland-Pfalz). Sie gehört zur Dudenhofener Pfarrei Hl. Hildegard und damit zum Dekanat Speyer im Bistum Speyer. Die Kirche trägt das Patrozinium des heiligen Pankratius und steht unter Denkmalschutz.

## Beschreibung

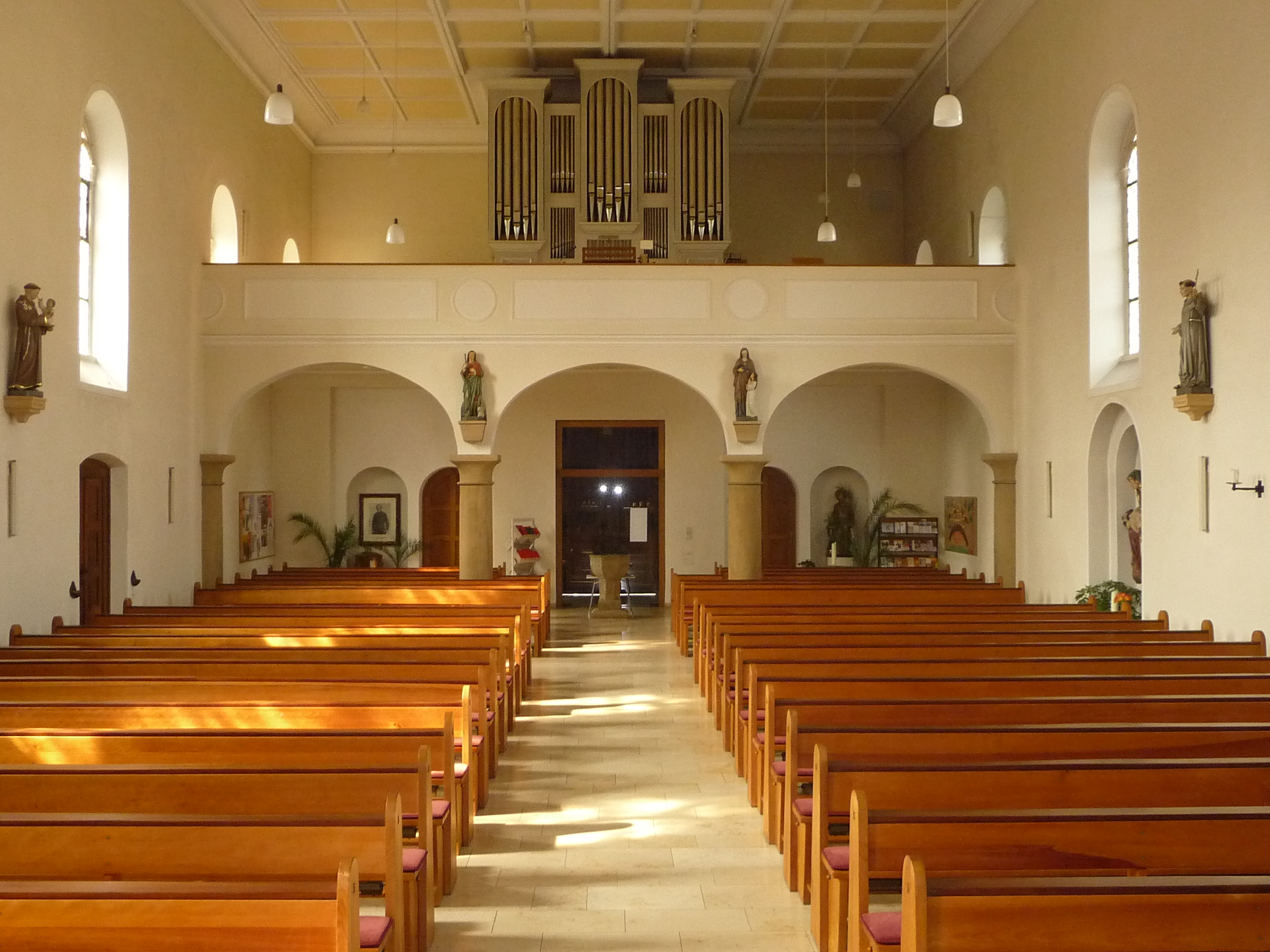
Innenansicht; Blick zur Orgelempore

Bei dem Kirchengebäude handelt es sich um eine flachgedeckte Saalkirche im Stil der Neuromanik. Sie verfügt über einen eingezogenen Dachturm im Westen. Das Äußere der Kirche ist durch Lisenen und Konsolenfriese flächig gegliedert.
Sie wurde in den Jahren 1840–1841 nach Entwürfen des Speyerer Architekten und Bezirksbauschaffners Jakob Foltz erbaut. Dessen Pläne wurden durch den Zivilbauinspektor August von Voit revidiert. Im Jahr 1929 erfolgte eine Verlängerung des Schiffs nach Osten. Diese wurde von dem Mannheimer Architekten Josef Kuld geplant. 

## Orgel

### Heutige Orgel

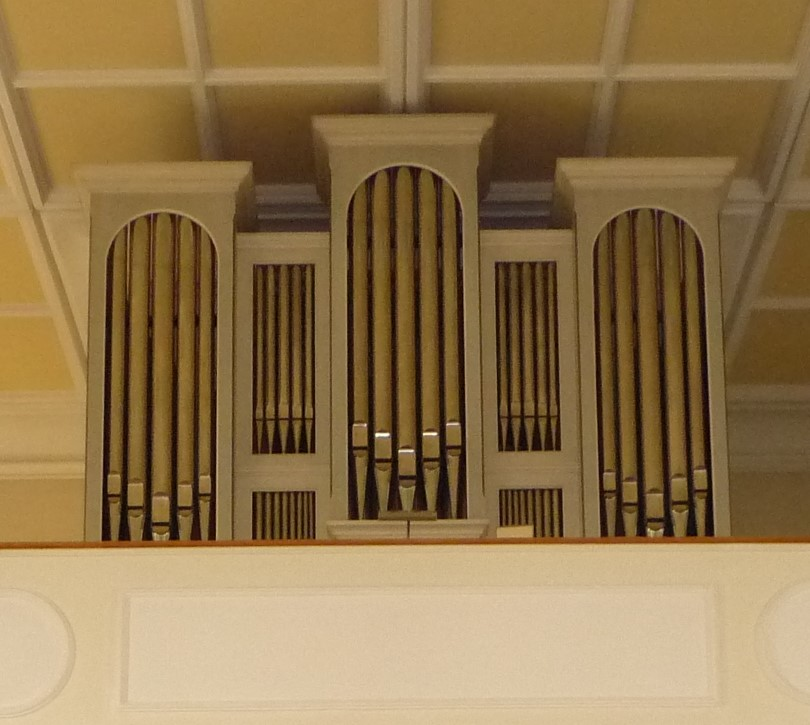
Die Orgel auf der Empore

Die Orgel der St.-Pankratius-Kirche wurde 1981–1982 von Hugo Wehr (Haßloch) gebaut. Ihre Einweihung erfolgte am 31. Januar 1982. Das Instrument verfügt über 18 Register auf zwei Manualen und Pedal. Die Disposition lautet:
| I Hauptwerk C–g3 |       |
| Prinzipal        | 8′    |
| Gedackt          | 8′    |
| Oktav            | 4′    |
| Oktav            | 2′    |
| Mixtur IV        | 1 ⁄3′ |
| Trompete         | 8′    |

| II Schwellwerk C–g3 |        |
| Rohrflöte           | 8′     |
| Salizional          | 8′     |
| Holzflöte           | 4′     |
| Nasat               | 2 ⁄3′  |
| Nachthorn           | 2′     |
| Terz                | 1 3⁄5′ |
| Oktav               | 1′     |
| Zimbel III          | 1⁄2′   |

| Pedal C–f1 |     |
| Subbass    | 16′ |
| Oktavbass  | 08′ |
| Choralbass | 04′ |
| Fagott     | 16′ |

Die Spiel- und Registertraktur sind mechanisch. Die Windladen sind als Schleifladen ausgeführt.
- Koppeln: II/I, I/P, II/P

### Vorgängerorgeln
Im Jahr 1844 baute Johann Eichenauer eine Orgel für die Kirche. Gustav Schlimbach baute 1878 eine neue Orgel im alten Gehäuse von Eichenauer. Im Jahr 1981 wurde sie in die Alsterweiler-Kapelle umgesetzt.